# Ulrich Baudach
Ulrich Baudach (* 1921; † 1992) war ein deutscher Kirchenmusiker.
Baudach studierte von 1939 bis 1941 Komposition und Dirigieren an der Hochschule für Musik Berlin. Nach 1945 absolvierte er ein Kirchenmusikstudium in Hamburg (A-Examen). Er wirkte als Kirchenmusikdirektor in Hamburg-Groß Flottbek und als Professor für Chorleitung an der Hochschule für Musik und Theater Hamburg.